# ؾ
Yāʾ persan deux points suscrits ‹ ؾ › est une lettre additionnelle de l’alphabet arabe anciennement utilisée dans l’écriture du persan. Elle est composée d’un yāʾ persan ‹ ی › diacrité de deux points suscrits.

## Utilisation
Comme yāʾ persan trois points suscrits ‹ ؿ ›, ‹ ؾ › est utilisé en persan au Moyen Âge par certains scribes pour transcrire des variantes phonémiques du yāʾ persan ‹ ی › indiquant des suffixes différents ou par d’autres scribes pour transcrire différentes intonations.